# Île Rabot
L'île Rabot est une île de l'Antarctique, une des îles Biscoe.

## Géographie
Située à 1,6 km au sud de l'île Renaud, elle s'étend sur une longueur de 8 km de longueur pour une largeur de 3 km. Elle est entièrement recouverte par la glace et la neige.

## Histoire
Découverte par John Biscoe, elle a été cartographiée pour la première fois par Jean-Baptiste Charcot lors de son expédition de 1903-1905 qui lui a donné le nom de Charles Rabot. 